# Château-Regnault-Bogny
Pour les articles homonymes, voir Château-Renault et Bogny.
Château-Regnault-Bogny, nommée d'abord Château-Regnault (voir aussi Principauté de Château-Regnault), fut renommée Château-Regnault-Bogny en 1888. Elle est une localité de Bogny-sur-Meuse et une ancienne commune française, située dans le département des Ardennes en région Grand Est.
Elle participe avec les deux autres communes de Braux et Levrézy, à la formation de la commune de Bogny-sur-Meuse, le 1er janvier 1967.

## Géographie
La commune avait une superficie de 5,02 km2

### Localisation
Le bourg est enclavé dans un virage de la Meuse, et enserré dans la vallée par des collines schisteuses. Le fleuve sort à peine de Levrezy, à l'Est, lorsqu'il arrive à Château-Regnault. Il y fait un coude à 90 °, avant de mener à Monthermé plus au Nord. Château-Regnault est sur la rive droite et le quartier de Bogny sur la rive gauche. Le site évoque les légendes ardennaises tout en étant marqué par des implantations industrielles.
L'altitude, près de l'ancienne église est de 139 mètres, pour monter à 300 mètres au-dessus du tunnel et à 330 mètres au bois du Hutin.

## Histoire
En 1885, les ouvriers de la ville de Château-Regnault mènent une grève contre leur patron, Maré. Dans ce cas, le conflit social se double d'un conflit politique, les ouvriers étant socialistes de tendance possibiliste et le patron, également maire de la ville, de tendance orléaniste.
Par arrêté préfectoral du 10 novembre 1966, la commune de Château-Regnault-Bogny fusionne le 1er janvier 1967 avec les communes voisines de Braux et Levrézy pour former la commune de Bogny-sur-Meuse.

## Administration
| Période                                  | Période | Identité          | Étiquette | Qualité |
| ---------------------------------------- | ------- | ----------------- | --------- | ------- |
| Les données manquantes sont à compléter. |         |                   |           |         |
| 1803 ?                                   | 1803 ?  | Nicolas Pechenart |           |         |
| 1825 ?                                   | 1825 ?  | Ponce Pechenart   |           |         |
| 1855 ?                                   | 1855 ?  | Joseph Alexandre  |           |         |
| 1884 ?                                   | 1885 ?  | Alexandre Maré    |           |         |
| 1906 ?                                   | 1909 ?  | Léon Bosquet      |           |         |

## Démographie
| 1793 | 1800 | 1806 | 1821 | 1831 | 1836 | 1841 | 1846 | 1851 |
| ---- | ---- | ---- | ---- | ---- | ---- | ---- | ---- | ---- |
| 311  | 363  | 71   | 466  | 610  | 683  | 720  | 736  | 775  |

| 1856 | 1861 | 1866  | 1872  | 1876  | 1881  | 1886  | 1891  | 1896  |
| ---- | ---- | ----- | ----- | ----- | ----- | ----- | ----- | ----- |
| lac. | lac. | 1 171 | 1 499 | 1 650 | 2 085 | 2 133 | 2 379 | 2 519 |

| 1901  | 1906  | 1911  | 1921  | 1926  | 1931  | 1936  | 1946  | 1954  |
| ----- | ----- | ----- | ----- | ----- | ----- | ----- | ----- | ----- |
| 3 013 | 3 083 | 3 337 | 2 619 | 2 943 | 3 067 | 2 738 | 2 081 | 2 367 |

| 1962  | - | - | - | - | - | - | - | - |
| ----- | - | - | - | - | - | - | - | - |
| 2 397 | - | - | - | - | - | - | - | - |

Histogramme

(élaboration graphique par Wikipédia)

## Lieux et monuments
- Église Saint-Pierre-aux-Liens.